# Rione Amedeo
Il Rione Amedeo (talvolta indicato più precisamente come Rione Principe Amedeo) è una zona di Napoli ricadente nel quartiere di Chiaia che si estende attorno al suo fulcro, piazza Amedeo, e al suo asse stradale principale, via Francesco Crispi, già via Principe Amedeo.
La zona era già intorno al XVI secolo luogo di svago e vacanza per i nobili della città, come testimoniano le residenze realizzate o ristrutturate da importanti architetti locali del periodo.

## Storia
Nel 1859, Errico Alvino presentò un progetto di ristemazione della zona che verrà attuata solo nei decenni successivi, grazie al piano di Risanamento e Ampliamento e all'intervento urbanistico voluto dai Savoia, con l'apertura a taglio di Via dei Mille nel 1885 e di tante altre vie. Intanto, a poca distanza da piazza Amedeo venne aperta la Funicolare di Chiaia che collegava il nascente rione residenziale del Vomero con il quartiere di Chiaia. Alla fine del XIX secolo il rione si popolerà di numerose nuove famiglie aristocratiche, che commissioneranno ad abili architetti dell'epoca numerosi palazzi e ville, contribuendo alla nascita del liberty napoletano, che avrà forte propagazione nel rione anche per la vicinanza del Vomero (basta attraversare il Corso Vittorio Emanuele per trovarsi direttamente nel quartiere tramite Via Aniello Falcone e Via Palizzi).
Nei primi decenni del XX secolo il rione visse una vita alquanto felice (collegamenti con la Metropolitana alla Stazione centrale), ma subito dopo il secondo conflitto mondiale, nel periodo di ricostruzione, le forti speculazioni edilizie sostituirono numerosi palazzi risalenti dal periodo liberty a quello barocco con edifici in calcestruzzo. Da tale fenomeno è fortunosamente scampato il Palazzo Carafa di Roccella.
Nel ventunesimo secolo nel rione c'è un forte afflusso turistico causato dalla vicinanza del centro antico e dai numerosi alberghi e svaghi serali nella zona.

## Monumenti e luoghi di interesse

### Palazzi ottocenteschi e liberty
- Palazzo Mannajuolo (Giulio Ulisse Arata e Gioacchino Luigi Mellucci)[1]
- Palazzina Velardi (Francesco De Simone)
- Schiera di Palazzi numeri 1, 40, 45-49 (Arata,Mellucci)
- Palazzo Cottrau Ricciardi (Arata)
- Palazzo del Grand Hotel Eden (Angelo Trevisan,Luigi Mellucci)
- Palazzo dell'Istituto Grenoble (Lamont Young)

### Palazzi cinque/settecenteschi
- Palazzo d'Avalos del Vasto (ristrutturazione: Mario Gioffredo)
- Palazzo Carafa di Roccella (ristrutturazione: Luca Vecchione)
- Palazzo Balsorano

### Edifici sacri
- Chiesa di Santa Teresa a Chiaia (Cosimo Fanzago)
- Chiesa di Santa Maria dell'Anima a Parco Margherita